# Fu Tong
Fu Rong (? - juillet 222) Général des Shu au IIIe siècle. Il fut actif à la Bataille de Yiling en tant que Commandant en Marche de l’Armée Centrale. Il garda un camp posté sur la rive sud du Long Fleuve où il repoussa avec succès une attaque des Wu. Peu après, avec Zhang Bao, il vint secourir Liu Bei à la suite de l’incendie des camps Shu causé par Lu Xun. Il commanda ensuite l’arrière-garde du retrait de Liu Bei où, refusant de se rendre, il combattit vaillamment les troupes ennemies de Ding Feng jusqu’à la mort.